# Puerto Zayed
El Puerto Zayed (en árabe: ميناء زاي)  también conocido como Mina Zayed, es un puerto comercial de aguas profundas propiedad de la Empresa Puertos de Abu Dabi (ADPC) que sirve a Abu Dabi, en los Emiratos Árabes Unidos. Establecido en 1968, el puerto Zayed se encuentra en la sección noreste de la ciudad de Abu Dabi. Fue inaugurado oficialmente y entró en pleno funcionamiento en 1972 y recibe su nombre por el Sheikh Zayed bin Sultan Al Nahyan, el expresidente de los Emiratos Árabes Unidos. La transferencia de tráfico de contenedores del puerto de Zayed al terminal de contenedores de puerto Khalifa de 7,2 mil millones de dólares, y de nuevo desarrollo se completó en diciembre de 2012. 